# Jérémie II de Constantinople
Jérémie II Tranos de Constantinople (né à Anchialos vers 1536, mort à Constantinople septembre 1595) (en grec : Ιερεμίας Β΄ Τρανός) fut trois fois patriarche de Constantinople de 1572 à 1579, puis de 1580 à 1584, et enfin de 1587 à 1595.

## Biographie
Jérémie était un membre de l’influente famille grecque des Tranos. Métropolite de Larissa, il est élu pour la première fois comme patriarche le 5 mai 1572 mais il est déposé le 29 novembre 1579 par les Ottomans au profit de Métrophane III.
Il redevient patriarche en août 1580 jusqu'à fin février / début mars 1584 et une dernière fois du milieu 1587 à sa mort fin 1595.
Jérémie entretient également des relations avec le pape Grégoire XIII ; il se serait même engagé à adopter la réforme du calendrier, ce qui amène Théolepte, métropolite de Philipopolis, à obtenir son emprisonnement par les Ottomans en 1584.
C’est sous son pontificat qu’entre 1576 et 1581 ont lieu les premières controverses théologiques entre les orthodoxes et les réformés, lorsqu’il reçut des docteurs luthériens de Tübingen un exemplaire de la Confession d'Augsbourg.
Jérémie II est également resté célèbre pour le rôle qu’il a joué dans la création du patriarcat de Moscou et de toute la Russie en faveur du métropolite Job lors de son voyage en Russie en 1589. Cette élévation fut confirmée par les conciles de Constantinople en 1590 et de février 1593.
Des Ottomans, il réussit à obtenir quelques privilèges pour les Grecs, comme le droit d’avoir leurs propres écoles.